# 寮國人權
寮人民民主共和國人權一直是寮國政府和西方爭論的議題之一。西方政府和非政府組織一直以來都認爲寮國的人權狀況惡劣，但寮國當局卻予以否認。老挝副总理兼外交部长宋萨瓦·伦萨瓦曾表示，“人权问题首先是人民能够生活在自己独立的国家。如果国家没有独立，谈何人权。只有国家实现独立，才能谈得上发展国家，而发展国家也要根据各国不同的历史、文化和风俗等各方面的特点来进行，因此要尊重各国人民挑选自己发展道路的权利。”
對寮國人權的批判主要擊中在寮國政府對公民政治權利的限制，以及寮國苗族人問題上。

## 概況
寮國的人權狀況目前受到了國際組織的批評。自由之家將寮國的自由度評爲最差的「7」等。國民的言論自由等政治權利受到了當局的限制。當局也被指有逮捕及關押異議人士。人權觀察認爲寮國近年來在人權方面「沒有任何進步」，非法監禁現象依然存在，勞工權利受到限制。
2009年，在簽署該公約9年之後，寮國政府批准了《國際公民和政治權利公約》。

### 基本生存權
經過努力，寮國近年來的貧困率有所下降。但是在發展經濟、改善國民生活狀況的過程中，同樣出現了人權受到侵犯的現象。比如，部分減貧項目中的強制遷移造成了當地村民的大量死亡。據報，在寮國的「戒毒醫院」中，接受治療的人常常遭受酷刑。政治犯亦有遭受酷刑的記錄。

### 政治自由
根據2012年的報告，寮國目前至少有5名政治犯被當局羈押。2012年選出的新一屆人民大會中的人民代表，除了4名企業家而外都是寮國人民黨的黨員或當局的官員。言論自由方面，在無國界記者發佈的2014年新聞自由指數中，寮國在參與調查的國家中名列倒數，被歸入「不自由」的行列。同時，該組織還指寮國政府禁止媒體報道本國以及朝鮮等友邦的負面新聞。國際特赦組織認爲寮國的言論自由、結社自由都受到了當局的限制。但是，同時有觀點指出，寮國的新聞自由度不高、媒體不夠獨立主要不是因爲政府刻意壓制，而是因爲當地經濟發展水平低、信息不夠通暢等因素所致。

### 死刑
寮國法典上雖保留了死刑，但是自1989年以後就再也沒有執行過。

### 宗教自由
寮國憲法有保障公民的宗教信仰自由，惟寮國當局有被指出對基督教徒進行歧視和迫害，並迫使他們放棄自己的信仰。基督教徒的正常生活受到了影響。而且這種鎮壓趨勢近年被認爲有所加強。

### LGBT權利
LGBT在寮國並不違法，但同性伴侶不能獲當局的認可。寮國國內仍然存在對LGBT的歧視。

## 特定群体

### 苗族人（赫蒙族人）問題

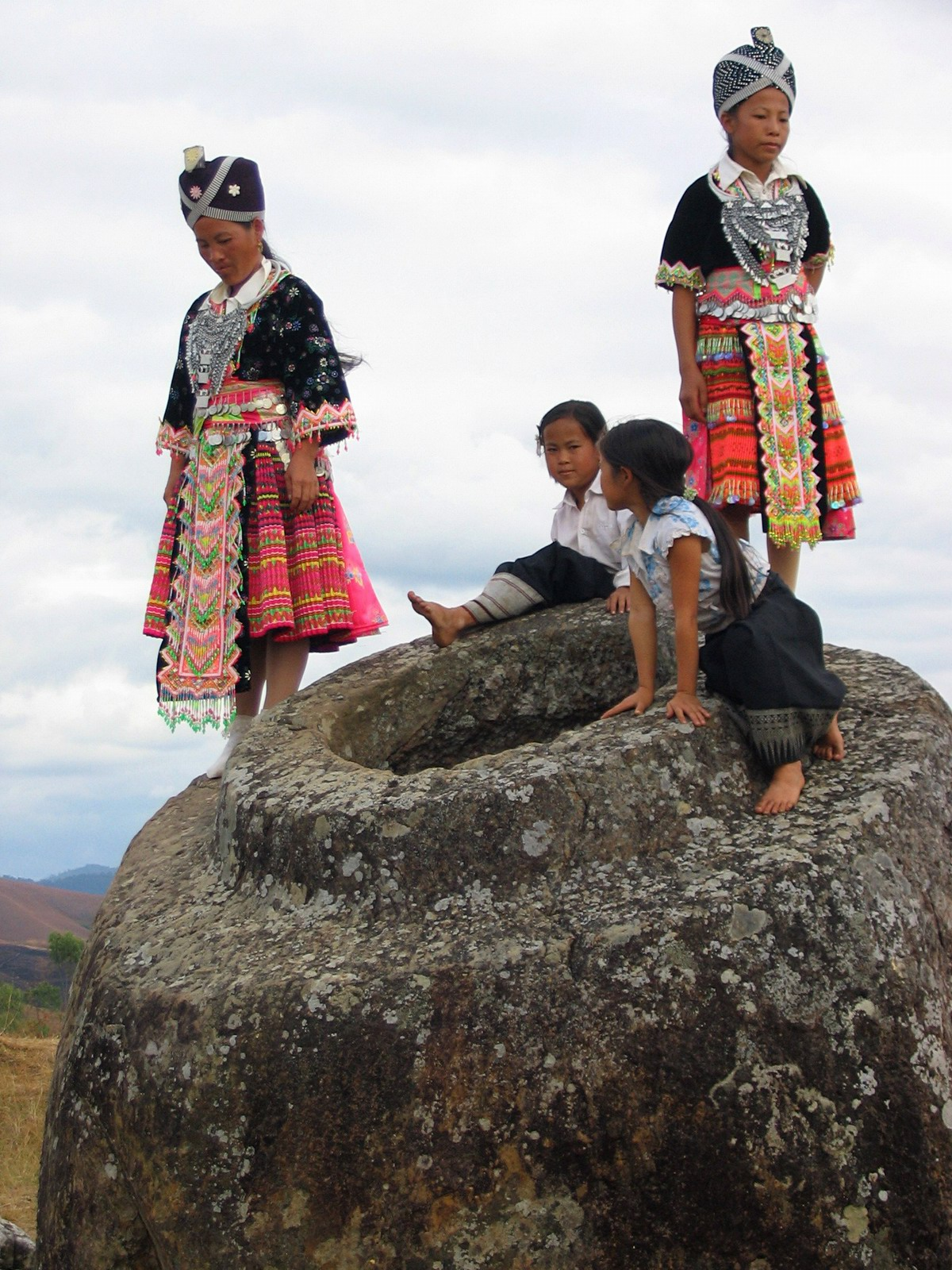
寮國的苗族人

上世紀60年代，美國曾經利用寮國的苗族人（赫蒙族人）來對抗北越。但後來，寮國人民黨奪取了寮國政權，很多寮國人擔心被報復而逃到了泰國。而寮國共產政權則被控對留在國內的苗族實施種族滅絕。但光明網卻在一篇文章中指出，在寮國人民黨建立政權後，寮國苗族人的生活得到了很大改善，而且苗族人正「積極參與國家事務」。2007年，泰國和寮國達成了遣返滯留在泰國的苗族難民回寮國的協議。此舉受到了包括聯合國在內的國際組織以及美國政府的批評。據國際特赦組織的報告，在2009年被遣返的4500名苗族難民直至2012年處境依然不明。據悉，有3500名被遣返的難民被安置在一個叫做「普坎」的小村裏。他們的行動受到了嚴密監控，而且沒有辦法賺錢謀生。 2011年，7000名寮國與越南交界地區的苗族人在當地發起了要求更多自主權與宗教自由的抗爭。隨後，寮國當局和越南當局派出軍隊進行鎮壓。據悉，鎮壓行動至少有38人死亡，數百人失蹤。越南方面禁止任何外媒和外國使節前往現場，並且切斷了當地的通訊和電力。越南軍人和寮國軍人被曝在是次行動中姦殺了當地4名女性。

### 脱北者
老挝默认脱北者的难民身份，在老挝的脱北者多数不会被遣返回到北朝鲜，而是在人权组织的协助下被转移至大韩民国以及美国。然而朝鲜政权多次威胁老挝政府，使得脱北者的生存环境再添变数。